# Крістьян Дулка
Крістьян Дулка (рум. Cristian Dulca, нар. 25 жовтня 1972, Клуж-Напока) — румунський футболіст, що грав на позиції захисника. По завершенні ігрової кар'єри — тренер.
Виступав, зокрема, за клуби «ЧФР Клуж» та «Рапід» (Бухарест), а також національну збірну Румунії, у складі якої був учасником чемпіонату світу 1998 року.

## Клубна кар'єра
Народився 25 жовтня 1972 року в місті Клуж-Напока. Вихованець футбольної школи клубу «Університатя» (Клуж-Напока).
У дорослому футболі дебютував 1992 року виступами за команду клубу «ЧФР Клуж», в якій провів три сезони, взявши участь у 74 матчах другого за рівнем дивізіону Румунії. Більшість часу, проведеного у складі «Клужа», був основним гравцем захисту команди.
У 1995 році перейшов у клуб вищого румунського дивізіону «Глорія» (Бистриця), за який зіграв 12 матчів у чемпіонаті Румунії, після чого перейшов у «Рапід» (Бухарест), до складу якого приєднався на початку 1996 року. Відіграв за бухарестську команду наступні три роки своєї ігрової кар'єри. Граючи у складі бухарестського «Рапіда» також здебільшого виходив на поле в основному складі команди і став чемпіоном і володарем Кубка Румунії.
У 1999 році перейшов в південнокорейський клуб «Пхохан Стілерс», але вже в наступному році повернувся до Румунії, де грав за «Чахлеул», «Газ Метан» та «Університатю» (Клуж-Напока).
Завершив професійну ігрову кар'єру в угорському клубі «Гонвед», за який виступав протягом 2002—2003 років.

## Виступи за збірну
19 листопада 1997 року дебютував в офіційних матчах у складі національної збірної Румунії в матчі проти Іспанії. У складі збірної був учасником чемпіонату світу 1998 року у Франції на самому турнірі взяв участь в одному матчі проти збірної Тунісу (1:1).
Всього протягом кар'єри у національній команді, яка тривала 2 роки, провів у формі головної команди країни 6 матчів.

## Кар'єра тренера
Розпочав тренерську кар'єру у клубах нижчих румунських дивізіонах, а у лютому 2005 року стала помічником виконавчого директора в «Університаті» (Клуж-Напока).
2008 року став асистентом Віорела Молдована у клубі вищого дивізіону «Васлуй». У травні 2009 року, після уходу Молдована, Дулка сам став головним тренером команди, але його команда не пройшла до групового етапу Ліги Європи УЄФА 2009/10 і 21 вересня 2009 року Крістьян був звільнений.
4 жовтня 2009 року він був призначений головним тренером «Університаті». Тренував команду з міста Клуж-Напока один рік, після чого очолював «Дельту» (Тулча), але 2012 року ненадовго повернувся в «Університатю».
2015 року прийняв пропозицію попрацювати з молодіжною збірною Румунії, яку залишив 2016 року.

## Титули і досягнення
- Чемпіон Румунії (1):

«Рапід» (Бухарест): 1998–99
- Володар Кубка Румунії (1):

«Рапід» (Бухарест): 1997–98